# Joaquín Espalter y Rull
Joaquín Espalter y Rull – hiszpański malarz pochodzący z Katalonii.
Studiował w Królewskiej Katalońskiej Akademii Sztuk Pięknych św. Jerzego w Barcelonie oraz w Paryżu (gdzie został uczniem Antoine-Jean Grosa), Marsylli i Rzymie. W Rzymie związał się ze zgrupowaniem Nazareńczyków.

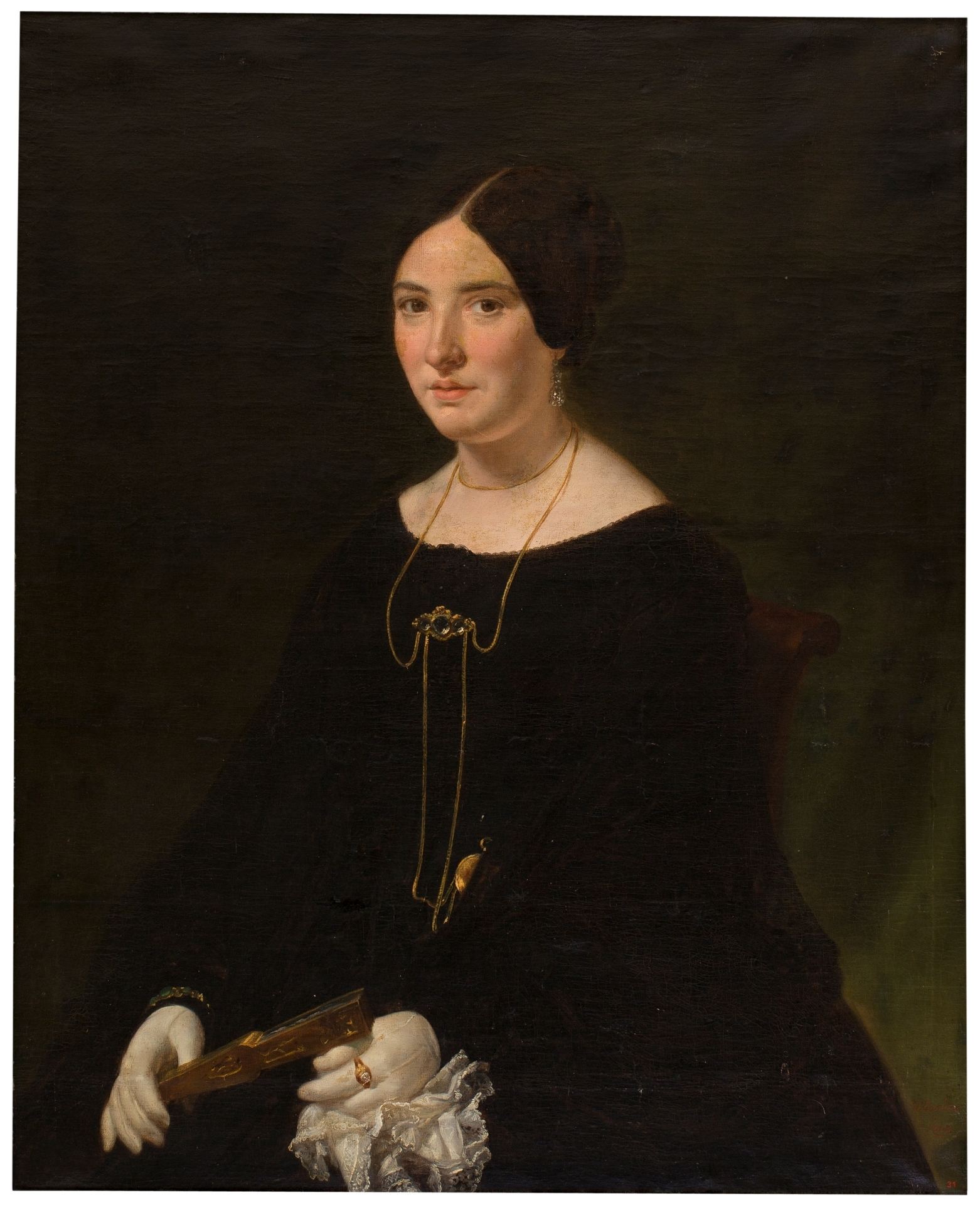
Portret kobiety, 1846. Colección Arte de la Villa de Sitges, Barcelona

W 1842 r. wyjechał do Madrytu, gdzie był profesorem na Królewskiej Akademii Sztuk Pięknych św. Ferdynanda oraz nadwornym malarzem.
Malował sceny historyczne (El suspiro del moro, 1855), religijne (La era cristiana, 1871) i przede wszystkim portrety (La familia Flaquer, Retrato de los esposos Muntades). Ozdobił również freskami kilka sal na Uniwersytecie w Madrycie.